# Едріан Канн
Едріан Канн (англ. Adrian Cann, нар. 19 вересня 1980, Тернгілл) — канадський футболіст, що грав на позиції захисника. Виступав за низку канадських і закордонних клубів, а також національну збірну Канади.

## Клубна кар'єра
Едріан Канн народився 1980 року в районі Тернгілл у муніципалітеті Йорк. Розпочав займатися футболом у команді університету Луїсвілля. У професійному футболі дебютував 2004 року виступами за американську команду Major League Soccer «Колорадо Репідс», в якій зіграв у 2 матчах чемпіонату. У цьому ж році Канн перейшов до складу канадського клубу «Монреаль Імпакт», у якому грав до 2005 року.
У 2006 році футболіст перейшов до клубу «Ванкувер Вайткепс», у складі якого грав до 2008 року. 2008 року уклав контракт з данським клубом «Есб'єрг», у складі якого виступав до 2010 року.
У 2010 році Едріан Канн став гравцем канадського клубу Major League Soccer «Торонто», у якому виступав до 2012 року. У 2014—2015 роках Канн грав у команді Північноамериканської футбольної ліги «Сан-Антоніо Скорпіонс», а в 2016—2018 роках грав у складі команди «Скарборо» з Канадської футбольної ліги. У 2021 році футболіст перейшов до канадської команди «Сербіен Вайт Іглз».

## Виступи за збірну
У 2008 році Едріан Канн дебютував у складі національної збірної Канади. У складі збірної був учасником розіграшу Золотого кубка КОНКАКАФ 2009 року у США. Загалом протягом кар'єри в національній команді, в якій грав до 2011 року, провів у її складі 9 матчів, у яких забитими голами не відзначився.